# Pedro Ipuche-Riva
Pedro Ipuche-Riva (født 26. oktober 1924 i Montevideo, Uruguay, død 25. december 1996) var en uruguayansk komponist, lærer, musikkritiker, radiokommentator og foredragsholder.
Ipuche-Riva studerede komposition på Musikkonservatoriet i Montevideo, hvorefter han studerede videre i Frankrig på Musikkonservatoriet i Paris hos bl.a. Jean Rivier. Han har skrevet 6 symfonier, en sinfonietta, orkesterværker, kammermusik, 2 operaer, instrumental musik, korværker, vokalmusik etc. Efter sin tilbagekomst til Uruguay, havde han en meget alsidig karriere lige fra freelancekomponist og lærer i komposition til foredragsholder og radiospeaker. Han hører til Uruguays vigtige komponister i klassisk musik .

## Udvalgte værker
- Symfoni nr. 1 (1962) - for orkester
- Symfoni nr. 2 (1965) - for orkester
- Symfoni nr. 3 "Kunstneren og hans Verden" (1968) - for orkester
- Symfoni nr. 4 "Pop Symfoni" (19?) - for orkester
- Symfoni nr. 5 "Jazz begravelse" (19?) - for orkester
- Symfoni nr. 6 (19?) - for orkester
- Sinfonietta (1959) - for orkester
- Klaverkoncert (19?) - for klaver og orkester
- "Maja" (19?) - opera